# Xylocopa bhowara
Xylocopa bhowara är en biart som beskrevs av Maa 1938. Xylocopa bhowara ingår i släktet snickarbin, och familjen långtungebin. Inga underarter finns listade i Catalogue of Life.